# 獅子の時代
『獅子の時代』（ししのじだい）は、1980年（昭和55年）1月6日から12月21日まで放送されたNHK大河ドラマ第18作。主演は菅原文太、加藤剛。
会津藩の下級武士である平沼銑次と薩摩藩郷士の苅谷嘉顕を主人公とし、明治維新の勝者側となる嘉顕と敗者側の銑次がそれぞれの生き方を貫いて幕末から明治を生き抜く様を描いた。平沼銑次役には菅原文太、苅谷嘉顕役には加藤剛が起用された。脚本は大河ドラマ初（結果的に唯一）となる山田太一が担当した。

## 企画・制作
大河ドラマでは1967年（昭和42年）の『三姉妹』以来13年ぶりに、架空の人物を主人公とした作品である。
それまでの大河ドラマが中央政権の近くにいる有名武将など傑出した英雄たちのドラマだったのに対し、本作は地方に生きる草の根の庶民（に近い層）にスポットライトが当てられており、歴史に翻弄された人々の裏面史と言える内容になっている。特に、明治維新で“賊軍”の汚名を着た会津藩士の運命を描いている点で、旧来の英雄譚とは明確に一線を画していた。また、パリ万国博覧会、樺戸監獄、秩父事件、自由民権運動など、これまで取り上げられる機会の少なかった出来事が描かれた。
プロデューサーは『黄金の日日』に続いて大河2作目となる近藤晋で、企画が指示された時点で架空の人物を主役にすることを決めており、渋沢栄一が遣欧使節団に参加した際の日記に団員として名前の不明な「その他、小者二名」とあるのを見つけ、設定のヒントとした。
過去の大河ドラマとは異なり、山田太一によるオリジナル脚本（原作も存在しない）である。これは山田の脚本家としての手腕と名声を評価してのことだった。主人公を薩摩と会津の二人としたのは山田のアイディアである。架空の人物で幕末・明治の近代史を描く負担を分散するため、ディレクターの重光亨彦と中村克史が山田を補佐し、史実の年表を作って主人公二人を使える部分を探す作業がおこなわれた。
また、大河では前例のない、宇崎竜童（ダウン・タウン・ファイティング・ブギウギ・バンド）によるロック風のテーマ音楽（NHK交響楽団と同バンドの共演によるクロスオーバー的な楽曲）が使用された。この起用はディレクターの重光と中村の発案だったがNHK内部では反発もあり、NHK交響楽団は「共演」ではなく「たまたま同じ場所にいる」という形での演奏という前提で同意したものの、最終的には（指揮を引き受けたN響の若手アシスタント・コンダクターの発案で）両者がスタジオを分けて収録することになった。
平沼銑次役を打診された菅原文太は当初「絶対にやらない」と拒否したが、直接会った近藤晋が発想の元になった渋沢の日記を見せて「誰もわからない人物」を主人公に「これまでの史実とは違うものをやる」とコンセプトを説明すると興味を示して出演の運びとなった。菅原は後に「俺はテレビをバカにしていて、これも東映から言われたからしょうがなく出ようと思っていた」とチーフディレクターの清水満に話している。
菅原は出演の条件として「走った設定の場面では本当に走れるようにする」（息をつくだけの演技でごまかすような演出をしない、という意味）ことを挙げ、撮影は屋外ロケが多用された。放送前年10月に東京近郊で4日間、11月は鹿児島・宮崎で6日間、12月は10日間、放送開始の1980年（昭和55年）1月は2日間、2月は3日間、3月は7日間、4月はなし、5月は3日間、6月は2日間、7月は9日間、8月は北海道で10日間、9月は4日間、10月は9日間、各々ロケが行われており、これは当時の大河ドラマとしては画期的な多さであり、この作品のロケ日数を同枠で超えるのは『太平記』まで待たねばならない。このほか、序盤でパリ万国博覧会に参加する主人公二人を描く場面では、実際のパリでロケがおこなわれている（詳細後述）。また「映画みたいにダイナミックに撮ろうや」という菅原の提案に合わせて、ハンディカメラが多用され、アップでの切り返しを抑えるため他の大河ドラマよりもカメラ位置を引いて撮影された。
菅原と苅谷嘉顕役の加藤の間でクレジットの順序を巡って悶着があり、近藤が「年齢が高い方が『兄貴分』」という理由を示して菅原がトップ、加藤がラストという形で決着した。撮影当初、菅原はロケの観客から（加藤とは対照的に）声がかからないことに「テレビってすごいね」という感想を漏らしたが、やがて女子学生に取り囲まれるようになり、チーフディレクターの清水に「実はテレビのよさというか怖さを知らなかった」「テレビに出てよかった」と話した。このように『現代やくざ 与太者の掟』や『トラック野郎』シリーズの映画スターだった菅原にとっては、新たなジャンルに挑戦した作品となった。また鶴田浩二はじめ、山田のドラマ『男たちの旅路』と共通の出演者もいた。
本作以降の歴代大河ドラマは、放送回、総集編ともに、全映像をNHKが保存している（2インチVTRから代わって安価の1インチVTRになったため）。

### パリロケ
序盤の主要舞台であるパリでのロケは、放送前年の1979年（昭和54年）9月に20日間行われた。これは史実のパリ万博に江戸幕府と薩摩藩の両方が参加しており、その描写で日本国内の状況を示せるという近藤晋の意図によるものである。
当時、パリ総局長だった磯村尚徳がフランス国鉄に撮影許可をとっていたが、ロケ現場のパリ・リヨン駅の駅長が撮影前日になっても許可せず、交渉の結果、午前中のみの撮影、一般乗客を大写しにしないこと、人の整理はNHKでやること、トラブルを起こさないこと、などを条件に撮影が許された。このリヨン駅の場面は、実際の列車に扮装を付けた俳優を乗せて下車させ、（撮影時の）現代の一般客がいる中を歩く形で撮影されている。それらの一般客はほとんど俳優たちに注意を払うことはなく、人の整理を危惧したスタッフは不思議に思ったという。「現代のパリの駅を幕末の人物が歩く」演出について、チーフディレクターの清水満は、実際に当時のフランス人が抱いたであろう日本人（侍）への違和感を強調する意図があったと述べている。
コンコルド広場で馬車を走らせるシーンのときは、撮影許可時間が午前6時 - 8時だったが、午前6時はまだ暗く、ようやく8時から始めた撮影では、観光バスが来るとストップと書いたプラカードでスタッフが止めようとしたり、パトカーが来ると50フランと記念品を渡して見逃してもらうなど苦労が多かった。
パリから南へ500キロのビバレー鉄道でSLでの撮影では中国人に間違われたという。

## 反響
斬新なスタイルを取り入れた作品ではあったものの、最高視聴率26.7%、平均視聴率21.0%と従来の幕末ものと同様に、大河ドラマの水準としては高い視聴率ではなかった。
2012年11月より2013年11月初頭までNHKオンデマンドで本編放送回の配信が行われていた。

## あらすじ
雑草とエリート。パリで出会った対照的な2人の生き様を追い、幕末から維新にかけての激動の時代を描く。
1867年、フランス皇帝ナポレオン三世からパリ万国博覧会に招待された幕府は、将軍・徳川慶喜の名代として徳川昭武を派遣する。会津藩士・平沼銑次は、幕府使節団に加わる。一方、幕府とは別に、薩摩藩は独自に博覧会に参加することを企てる。刈谷嘉顕もその一員だった。博覧会を巡って銑次と嘉顕は激しく対立するが、やがて不思議な友情で結ばれる。
帰国した2人を待っていたのは戊辰戦争だった。2人はそれぞれの運命に翻弄されていく。故郷に戻った銑次は、会津落城の後箱館戦争に従軍するが敗者となり、明治維新後は東京で人力車夫に。その後、内務卿・大久保利通暗殺の謀議に加わった濡れ衣を着せられ、北海道の樺戸集治監に送られるが脱獄。やがて自由民権運動に身を投じる。勝者となった嘉顕は、薩摩の大先輩である大久保に能力を買われ、新政府の官僚として働く。民主国家建設の理想に燃える嘉顕は、独自の憲法草案を作るが認められず、次第に孤立し、非業の死を遂げる。

## 登場人物

### 架空人物
平沼銑次
演：菅原文太
会津藩士。パリ万国博覧会において幕府派遣の使節団の一員として時の将軍・徳川慶喜の実弟・徳川昭武に随行（実は伊河泉太郎ら、昭武の取り巻きである水戸藩士たちが西洋人と摩擦を起こさぬよう監視する役目）、西欧の文化に触れる。帰国後、維新により賊軍となった故郷・会津へ戻り、会津戦争へ参加。鶴ヶ城落城後は榎本武揚らと蝦夷地（北海道）へ渡り、函館戦争でパリ以来の仲である高松凌雲を助けて敵味方双方の傷病兵の看護にあたる。以降、旧会津藩士らが移り住んだ下北半島斗南での言語を絶する辛苦、商人への転身と挫折、無実の罪での樺戸集治監への収監等々、数々の災難・不幸に見舞われるが、持ち前の反骨精神で乗り越えていく。劇中では何度も事件に巻き込まれて負傷するが、いずれも奇跡的に回復する強靭な体力の持ち主。妹の千代にはめっぽう甘く、会津戦争では真っ先に千代の安否を気にかけたり、嘉顕との結婚を知ると鉱造に八つ当たりするなど、実はかなりのシスコンでもある。なお、樺戸監獄から脱獄した際、苅谷嘉顕によって戸籍上死んだように偽装されている。
苅谷嘉顕
演：加藤剛
薩摩藩士。藩の留学生として渡英。薩摩のパリ万国博覧会出品準備の為にパリへ赴き、そこで銑次・もん・瑞穂屋卯三郎らと知り合う。帰国後は軍監として会津へ赴く。戊辰戦争終結後、同郷の大久保利通、佐賀藩出身の江藤新平らに見出され、官吏として明治新政府で働く。正義感が人一倍強く、不正を断固許さない独善的とも思える性格の為、周囲と摩擦を起こす事もしばしばある。しかし、銑次やもんとの関わり、また、恩人でもある大久保や江藤の生き方、更には故郷を敵に回して戦わなければならなくなった西南戦争などを経て、徐々にではあるが、ただの理想主義だけでは国家を動かして行く事は出来ないと悟るようになっていく。紆余曲折を経て官を辞し野に下ってからは、民間の立場から真に国民の為の憲法草案作りに取り組む。パリ以来の仲である銑次・もん、その家族らが困窮した時には何くれとなく世話を焼く好漢でもある。
もん（小此木美津）
演：大原麗子
元は旗本の娘。生家の没落後、弟を養う為に芸者となり、瑞穂屋卯三郎に連れられてパリ万博へ向かう。パリの街でフランス人に連れ去られそうになったところを銑次と嘉顕に助けられて以来、2人の運命を大きく変えていく。

#### 平沼家の人々
平沼助右衛門
演：加藤嘉
銑次の父。厳格な性格の典型的な会津武士。藩に全てを捧げる事が生き甲斐でもあったのだが、廃藩置県による斗南藩（旧会津藩）の消滅に衝撃を受け、次第に精神を蝕まれていく。
平沼もえ
演：佐々木すみ江
銑次の母。会津戦争の際、藩士家族の総籠り（籠城）を前に、千代と身重の玲には「どこまでも生き抜いていかねばならぬ」と諭し、城へは上がらずに遠隔の炭焼き小屋へ避難するように指示、自分は松子と共に平沼家に残ると告げる。
平沼松子
演：浦辺粂子
銑次の祖母。平沼家では、家長である息子の助右衛門に対して（面と向かってではないが）口答えできる唯一の存在。会津戦争の際、嫁のもえと共に平沼家に残る。
平沼亨
演：横内正
平沼家の長男。銑次の兄。会津戦争で負傷、生き恥をさらし続ける事に苦しみ、また、米沢藩への援軍要請の使者に出る銑次を励ます為にある行動を取る。
平沼玲
演：香野百合子
亨の妻。会津若松籠城戦の最中の激しい戦火の中で保子を出産する。斗南藩消滅後は一家と別れ、保子を連れて会津へ戻る。十数年後、北海道にて千代や銑次と再会する。
平沼鉱造
演：永島敏行
平沼家の三男。銑次の弟。上京後は学問を志し、会津を攻めた土佐の板垣退助の書生となる。徴兵令が届くと「進んで兵隊に行きたい訳ではない事を示す」為に自宅から町中を引きずられながら入隊。西南戦争で手柄を立て、やがて軍人として身を立てていく。
平沼（苅谷）千代
演：大竹しのぶ
平沼家の長女。銑次の妹。さまざまな不幸に遭いながらも健気に強く生きて行く会津の女。銑次を通して知り合った嘉顕と恋に落ち、結婚する。
平沼保子
演：熊谷美由紀
亨と玲の娘。会津若松篭城攻防戦の最中の激しい戦火の中で生まれ、過酷な斗南の暮らしの中での平沼家の人々の唯一の光と希望であった。玲と共に渡った北海道の入植地で成長し、後に医学を志す。
龍子
演：岸本加世子
瑞穂屋卯三郎の姪。日本で最初の女学校に通う新時代の娘。後に鉱造と結婚。

#### 苅谷家の人々
苅谷宗行
演：千秋実
嘉顕の父。半士半農の鹿児島下級武士。郷土を誇りとし、土を慈しみ、家族を愛する温厚で飄々とした薩摩武士。東京で出会った会津出身の千代にもこだわりなく優しく接する。西南戦争に於ける最大の激戦地・田原坂で息子嘉顕と衝撃的な再会をする。
苅谷和哥
演：沢村貞子
嘉顕の母。夫や息子たちを愛しながらもついついあれこれと口やかましくしてしまう典型的な薩摩おごじょ。西南戦争では負傷した薩摩軍の兵士たちの看護にあたる。戦後、官を辞し鹿児島に帰って来た嘉顕・千代夫婦との同居を頑なに拒み続ける。
苅谷巳代治
演：近藤洋介
嘉顕の兄。厳つい容貌とは裏腹に、明朗で快活な性格。戊辰戦争に従軍し、鳥羽・伏見の戦い・江戸・北越・会津と、常に最前線を転戦、やがて戊辰戦争最後の戦場・函館へ上陸する。互いに名も知らぬままに銑次とも関わりを持つ事となる。
苅谷（植村）菊子
演：藤真利子
巳代治の妻だが、実は嘉顕と恋仲だった。戊辰戦争後、今は義理の弟となった嘉顕の世話をする為に上京するも、二人の距離はついに縮まる事はなく、失意のまま単身北海道へ渡る。十数年後、嘉顕や銑次と意外な形で関わる事になる。

#### 小此木家の人々
小此木恭平
演：市村正親
もんの弟。両親の死と家の没落で自堕落な生活を送り嘉顕や銑次にも面倒をかけ、姉を悩ませる。
小此木錠一
演：鈴木瑞穂
もんの父。旗本。上役の不正の罪を被り、息子恭平の取り立てを願って切腹した事がもんの回想により語られる。
小此木津留
演：喜多道枝
もんの母。錠一の死後、小此木家は改易となり、夫の後を追って自害する。
善介
演：三由茂

#### 銑次と関わる人々
弥太郎
演：金田賢一
斗南の貧農の子。叔父夫婦のもとで厄介者扱いされて育てられた為に世をすねたあぶれ者となるが、平沼家の人々と関わり、徐々に人間らしさを取り戻していく。上京してからは人力車夫となり、留守がちな銑次に代わってもんや千代を助ける。千代にほのかな恋心を抱きつつ、警視隊に志願して西南戦争へ出征して行く。
伊河泉太郎
演：村井国夫
水戸藩士。パリ万国博覧会の水戸藩随行員。彼らの監視役である銑次を当初は敵視するがやがて意気投合、深い友情で結ばれていく。函館戦争で重傷を負った銑次を救出、のちには自由党員となり，水戸の先生として秩父事件にも関わり、最後まで銑次と行動を共にする。
松本英吉
演：丹波哲郎
銑次が獄中で知り合った侠客。新政府のもと暴利を貪る官吏や政商へのゆすり・たかりを「世の為」と称して生業とする豪放磊落な男。銑次と共に軍夫として西南戦争へ徴用される。のちに秩父事件に関わり、本物の世直しに目覚めていく。
松本ムツ
演：池波志乃
英吉の女房。秩父の農家の生まれ。気が強くしっかり者で、百姓たちの為に奔走する英吉の事で何かと愚痴をこぼすが、その実、夫の事を理解しているようである。
車屋の親方
演：柳家小さん
銑次・弥太郎が働く人力車屋の親方。人力車を利用する客は政府の役人や金持ちが多い為に不平士族や強盗に襲われる事が多く、腕っぷしの強い銑次のような男が働いてくれる事を喜んでいる。
洪継賢
演：清水健太郎
津軽で銑次が知り合った清国の反アヘンの革命闘士。祖国の同志に届ける為に政府の施設から鉄砲を盗み出す事を銑次に持ちかける。
馮宗棠
演：神ひろし
洪継賢の手下。
洪継賢の仲間
演：近藤準
中国人の少年
演：安藤一人
浦川譲助
演：誠直也
銑次が獄中で知り合った元金沢藩士。新政府に対して異常な程の恨みを抱く男。後に銑次を重大事件に巻き込む。

#### 嘉顕と関わる人々
植村信吾
演：高田大三
薩摩藩士。菊子の弟。巳代治・嘉顕兄弟を実の兄のように慕う。後家となった姉が嘉顕に嫁いで幸せになってくれる事を望み、東京へと呼び寄せる。アメリカへ留学後、北海道の農業畜産の近代化事業に関わる。
尾関平吉
演：岡本信人
薩摩藩士。嘉顕の留学仲間。出世欲・金銭欲の塊。世渡りが上手く、それなりに有能なため新政府で要職に就くが、紙幣の印刷機械納入に絡んだ汚職事件で瑞穂屋から金を騙し取り、司法省に目をつけられる。憤慨した銑次に斬りつけられるが・・・
大槻信春
演：三田村邦彦
長州藩士。嘉顕とは良きライバル関係。新政府の中核を担い、やがて嘉顕と訣別する。
岡田書記官
演：村上不二夫
札幌開拓使庁の役人。嘉顕の同僚ながら、薩摩派閥に与しようとしない嘉顕と対立する。
久保書記官
演：倉石一旺
札幌開拓使庁の役人。嘉顕の同僚。岡田書記官らと行動を共にしながらも、嘉顕のある頼みに対して密かに便宜を図る。
平吉
演：佐野浅夫
江戸（東京）神田の長屋に住む畳屋。嘉顕に二階を間貸しする。女房のさくが嘉顕に「二枚目だから」親切にするのが面白くない。
さく
演：野村昭子
平吉の女房。当初は薩摩出身の嘉顕の事を疎ましく思っていたが、やがて親身に世話を焼くようになる。
朝倉きわ
演：北城真記子
元旗本の奥方。上野の彰義隊の戦で夫と息子を亡くし、嘉顕が借りた市ヶ谷の旗本屋敷で女中として働く。身は落ちぶれても心の誇りは失わない武家の女。嘉顕や千代との関わりが、頑なな彼女の心を徐々に溶かしていく。彼女のある言葉が、嘉顕と千代を結びつける事となる。
タネ
演：三戸部スエ
きわの後に嘉顕が雇い入れた女中。きわと比べると幾分がさつなようである。

#### 会津の人々
金子直八
演：金井大
会津藩士。官軍によって厳重に包囲された会津城に入る事ができず、城外で藩士達を拾い集めてゲリラ戦を展開。銑次と共に巳代治の運ぶアームストロング砲を奪取・破壊せんと襲撃する。戦後は北海道・余市に入植、苦労の末にリンゴ園を成功させ、斗南から会津へ戻って困窮していた玲と保子を迎える。
石岡虎之助
演：佐久田修
会津藩の下級武士の嫡男。親同士の約束で千代と婚約するが、祝言も挙げぬまま会津は戦場となる。
弥生
演：初井言榮
会津若松城（鶴ヶ城）の女中頭。籠城戦の最中に入城してきた千代と玲に厳しく接し、籠城戦に於ける婦女子の心得を説く。
山下虎雄
演：内藤武敏
旧会津藩士。斗南藩参与。斗南での暮らしの過酷さを藩士たちに説き、奮励努力を促す。
新内善三郎
演：桜井センリ
旧会津藩士。斗南藩庶務係。助右衛門と銑次に、廃藩置県が行われる事を漏らす。
長井敬之輔
演：北村総一朗
小尾峰太
演：谷岡弘規
会津藩士。金子直八と共に城外でのゲリラ戦に参加、アームストロング砲輸送隊を襲撃する。谷岡は本作出演のため前年出演していた『バトルフィーバーJ』での素面での出番が減少することになった。
脱走する会津兵
演：矢野宣、土師孝也、大地常雄
鶴ヶ城に向かう千代と玲が出会った兵士たち。その不審な行動を玲に咎められ、二人に襲いかかる。
お兼
演：今井和子
金子直八らと共に余市に入植し、リンゴ園で働く旧会津藩士の婦女。
石岡の父
演：西沢武夫

#### 北海道の人々
甚助
演：大滝秀治
尻内のニシン漁場の漁師。五稜郭の敗残兵として追われる銑次の本州への脱出を助ける。十数年後、意外な形で銑次と再会する。
つね
演：緋多景子
旭川のめし屋の女主人。銑次を追って流れて来たもんを雇う。口調はきついがその実、もんの事を心配している風でもある。
喜助
演：頭師佳孝
小樽の回船問屋・黒川屋の手代。
益実柳蔵
演：汐路章
小樽一帯に幅を利かせるやくざの親分。黒川屋を始め付近の商人たちを脅して、新規参入の大阪の回船商の傘下に引き入れようとする。
源太
演：生井健夫
尻内のニシン漁場の元締め。暴力で流れ者の漁師たちに過酷な労働を強いる。
久三
演：早川研吉
俊吉
演：鈴木義弘
漁師安
演：佐野哲也
北海屋
演：奥野匡
平松商店主
演：松村彦次郎

#### 樺戸集治監
内山看守長
演：小松方正
残忍非道な男。囚人たちを暴力で支配する。
岡浦看守
演：東野英心
囚人たちを厳しく監視しながらも、鼻薬次第では目こぼしもする。
田川看守
演：岩尾正隆
囚人たちを厳しく監視する。岡浦とは違って融通は利かない。
住田
演：日下武史
囚人。政治犯で弁が立ち、時折囚人仲間に対してアジテーションしては看守たちから拷問を受ける。
五郎
演：高岡健二
囚人仲間。最初に脱走を図って樹海に逃げ込むがすぐに連れ戻され、拷問の末独房に監禁される。
末吉
演：斉藤洋介
松平
演：小田部通麿
寅吉
演：秋山勝俊
囚人仲間。

#### 秩父困民党
雄太
演：三上寛
六助
演：うえだ峻
大野
演：纓片達雄
入方の息子
演：新井康弘
松じいの妻
演：飯田テル子
秩父の貧農たち。
坂田
演：三上真一郎
困民党幹部。
困民党幹部
演：谷津勲

#### フランスの人々
狙撃者
演：ジャック・ルグレ
カンブルメール
演：ロバート・マッカーター
ペール
演：ピーター・デュペア
フランス語の教師
演：ロランダ・太田
警部
演：ジャン・デュケネ
警官
演：ラリー・タルフ
執事
演：トーマス・キロウ
仕切人
演：カルロス・ローリ
老婦人
演：ジュリッツア・マッカーター

#### 他
兼三
演：松崎真
鳶の頭
演：三重街恒二
番頭
演：三田康二、中島元
菊子が訪れる寺の老僧
演：笠智衆
自由党員・村上泰治
演：役所広司
行商人・常吉
演：荒井注
弥太郎の父
演：丸山詠二
文三
演：水森コウ太
傍の男
演：菅沼赫
元二本松藩士・戸川忠昌
演：奥村公延
郡上藩士・坂田重助
演：柳谷寛
瑞穂屋女中・ふみ
演：伊佐山ひろ子
瑞穂屋丁稚・信太
演：柳沢慎吾
奥羽の百姓・清作
演：早崎文司
宿の主人
演：武内文平
その妻
演：神戸泰子
いく
演：牧よし子
五稜郭の負傷兵・増田克助
演：稲垣昭三
土佐藩士・丸山彦七
演：冷泉公裕
賭け試合に出場する武士・石崎六助
演：坂本長利
久松府警総長
演：高木均
自由党員・長井
演：村松克巳
生田警部
演：玉川伊佐男
銑次を襲う農民の頭目
演：谷村昌彦
ジェームズ
演：ジェイソン・ヘラー
薩摩異人館の男
囚人（東京）
演：石丸謙二郎
刑事
演：片岡功
薩摩藩留学生
演：坂見三省
芸者
演：田中美佐
さと
演：岸絵まり子
すみ
演：村松和美
官軍の軍服を着た銑次に斬り掛かる武士
演：須永慶
不平士族達に襲われる人力車の客
演：今西正男
弁士
演：坂口芳貞、荒川保男
幕府派遣使節団の通弁
演：池田鴻
水戸藩士
演：奈辺悟
入国管理の武士
演：荒瀬寛樹
幕府役人
演：加地健太郎
薩摩藩士
演：吾桐芳雄、芦沢洋三、池田武司、石原昭弘、加世幸市
警部
演：高原駿雄
大佐（近衛師団）
演：金内喜久夫、佐竹明夫
高利貸し
演：小瀬格、山田光一

### 実在人物

#### 幕臣
高松凌雲
演：尾上菊五郎
幕府の奥詰医師（御典医）。銑次と共にパリに随行する。好奇心旺盛な性格。戊辰戦争では榎本武揚率いる幕府海軍に従軍し、日本の赤十字病院の魁となる函館病院を建てる。維新後も銑次やもんの手助けをし、銑次の姪の保子のパリ留学にも助力する。
榎本武揚
演：新克利
蝦夷共和国・函館政府総裁。迫り来る新政府軍に備え、傷病兵たちを比較的安全な室蘭あたりへ避難させるよう凌雲に要請する。函館戦争後は服役ののち赦免、政府要職を歴任する。
向山隼人正
演：渥美國泰
外国奉行・若年寄。パリ万国博覧会・幕府派遣使節団全権（実質的団長）。薩摩藩が薩摩琉球国として独自に参加するという行為に困惑しながらも、外地での邦人同士の無用の摩擦を避ける為、とりあえず静観の方針を取る。
田辺太一
演：石田太郎
パリ万国博覧会・幕府派遣使節団の一等書記官的立場。「薩摩琉球国騒動」に於いて薩摩側の代理人・モンブラン伯爵の仲介で岩下左次衛門ら薩摩側との折衝にあたる。
渋沢栄一
演：角野卓造
一橋徳川家家臣。パリ万国博覧会・幕府派遣使節団随行員。凌雲と銑次に、幕府使節団へのフランス側の態度が微妙に変化してきた事を漏らす（日本国内ではこの時既に大政奉還が行われ、徳川幕藩体制は終りを迎えていた）。銑次から醤油の代わりにソースをかけた刺身を振る舞われ、和食を懐かしむ。

#### 水戸藩
徳川昭武
演：中村幸二（総集編では中村橋之助名義）
1998年放送の大河ドラマ「徳川慶喜」でも本作の映像が流用された。

#### 会津藩
松平容保
演：片岡秀太郎
山川大蔵
演：倉石功
会津藩最年少の家老。会津若松城が新政府軍に完全包囲される中、城外でゲリラ戦を展開する銑次や金子直八らと合流。会津地方に伝わる伝統芸能の彼岸獅子に扮装して敵中堂々の入城に成功する。
中野こう子
演：松下砂稚子
西郷細布子
演：三留真由美
飯沼貞吉
演：鹿股裕司
鈴木為輔
演：新宅明
三村三助
演：山本寛

#### 郡上藩
朝比奈茂吉
演：目黒祐樹
郡上藩家老・朝比奈藤兵衛の嫡男。凌霜隊隊長。郡上藩は表向き新政府軍側としての立場を表明しつつ、万一幕府側が勝利した場合の保険として凌霜隊を組織、会津へ形ばかりの援兵として派遣した。しかし戦局は新政府軍が圧倒的に優勢となった事から、凌霜隊を解散して会津を脱出せよとの密使を出す。しかしその密使は途中で行き倒れとなり、たまたま居合わせた千代と玲によって茂吉の元へその密書が届けられる。茂吉と凌霜隊は藩命を無視、落城の日まで会津藩士と共に戦い続け、開城後、賊徒として故郷・郡上八幡に送られた。

#### 薩摩藩
岩下左次衛門
演：神山繁
パリ万国博覧会・薩摩藩派遣の使節団長。薩摩琉球国を名乗って博覧会に参加する事でパリで倒幕の口火を切ると嘉顕ら留学生たちに宣言、気炎を上げる。帰国後は嘉顕を大久保の許へ遣わす。
伊地知正治
演：田口計

#### 明治新政府
大久保利通
演：鶴田浩二
参議・内務卿。嘉顕を見出しブレーンの一人に加える。嘉顕の正義感から発せられる理想論を厳しく諫めながらも、その才気を認めて重用する。常に大所高所から国家を見据え、私心を捨てて事に当たる。盟友西郷や故郷鹿児島を敵にまわしてまで明治政府というまだ脆弱な屋台骨を支えようとする信念の政治家。嘉顕に今後の日本のあり方・進むべき道を語って聞かせるが……。
西郷隆盛
演：中村富十郎
参議・陸軍大将。言わずと知れた明治の元勲、維新の英雄。明治六年の政変で盟友大久保と袂を分かち鹿児島に帰郷、私学校を創設。各地で不平士族の反乱が頻発する中、大久保の使者として帰郷した嘉顕を訪ねて苅谷家を来訪、宗行を感激させる。
江藤新平
演：細川俊之
参議・司法卿。列強諸外国と対等に渡り合うにはまず国の法律作りが最重要課題だとして、法整備に邁進する。藩閥主義を批判するその姿勢に嘉顕は深く感銘を受け、その下で法案作りに勤しむ事となる。明治六年の政変で野に下り、佐賀の乱の首魁に担ぎ上げられ蜂起するが失敗。引き出された簡易法廷で告げられた判決に彼は耳を疑う。
伊藤博文
演：根津甚八
初代枢密院議長・初代内閣総理大臣。憲法の草案作りの過程で嘉顕の提出した意見書に目を通すが、プロシア憲法を手本とする憲法を目指す彼には、嘉顕の意見書は理想主義的に過ぎるとして参考にはしなかった。嘉顕は独自の憲法草案を書き上げて伊藤に提出を試みるが……。
森有礼
演：中山仁
初代文部大臣。嘉顕の親友。共に薩摩藩英国留学生として渡英した仲。豪放磊落な好人物で、アメリカ経由で留学から帰国した際、神田の嘉顕の下宿を深夜に訪ね「ユーレイじゃ！」と大声で名乗り、就寝していた平吉とさくを驚かせた（幽霊を連想させるため）。嘉顕と千代の結婚の際には夫人と共に媒酌人を務める。
板垣退助
演：村野武範
戊辰戦争時、東山道先鋒総督府参謀として会津攻略の実質責任者。和睦の密使として土佐藩陣中へ潜入した銑次と面談する。戦後は参議。鉱造は書生として板垣の許で修行する。明治六年の政変で下野。
山縣有朋
演：江角英
河野敏鎌
演：藤田宗吾
月形潔
演：有川博
上田良貞
演：待田京介
園田安賢
演：遠藤征慈

#### ほか
瑞穂屋卯三郎
演：児玉清
日本橋に店を構える「瑞穂屋」の主人。パリ万国博覧会に芸者衆を引き連れて随行する。もんを通じて銑次や嘉顕と知り合い、武士を捨てて商いの道を志そうとする銑次や千代を奉公人として面倒見たり、嘉顕の屋敷に女中を手伝いに行かせるなど、様々な局面で二人に助力・支援、深く関わっていく事となる。維新後は貿易業・出版業など手広く商売を広げ、実業家として後世にその名を残す。
田代栄助
演：志村喬
秩父困民党総理。困民党を率いて武装蜂起するが鎮圧軍の圧倒的武力の前に組織的抵抗を断念する。
雲井龍雄
演：風間杜夫
井出為吉
演：磯部勉
中島信行
演：渡部猛
土佐藩士。会津若松城（鶴ヶ城）攻略戦に於いて城下の会津藩家老・西郷頼母邸に突入。そこで西郷一族の婦女子たちの自刃の惨状を目にする。瀕死の状態で生き残っていた少女の「お味方か、それとも敵か」の問いに「お味方でござる」と答え、介添えしてやる。
伊藤生子
演：田口トモ子
モンブラン
演：ルック・メイヤー

## スタッフ
- 脚本：山田太一
- 音楽：宇崎竜童
- 語り：和田篤
- 編曲：千野秀一
- 演奏：ダウン・タウン・ファイティング・ブギウギ・バンド、東京コンサーツ
- テーマ音楽演奏：NHK交響楽団、ダウン・タウン・ファイティング・ブギウギ・バンド
- テーマ音楽指揮：小松一彦
- テーマ音楽編曲：坪能克裕
- 題字：渡辺裕英
- 監修：樋口清之
- 医事考証：酒井シヅ
- 風俗考証：磯目篤郎
- 殺陣：林邦史朗
- 振付：中川久美
- 方言指導：飯田テル子、金子正、中沢敦子、藤あゆみ、渡部猛、青森伸、吉岡節子、和沢昌治、木下英子
- 協力：鹿児島市、知覧町、会津若松市、生田スタジオ、北会津村小松彼岸獅子保存会、北海道・余市忍路の皆さん
- 制作：近藤晋
  - 美術：小林喬、竹内光鷹、矢野隆士、村松一徳
  - 技術：館和夫、高尾禮充、立川央
  - 効果：高橋美紀、広瀬洋介、加藤宏、山本浩
  - 照明：森是、五十嵐義行
  - カメラ：後藤忠、杉山節郎
  - 音声：田村久男、宮川恒久
  - 記録・編集：高室晃三郎
- 演出：清水満、重光亨彦、中村克史/外園悠治、松橋隆、上田信、金沢宏次

## オープニング
本作はまずメインタイトルが表示され（バックには獅子=ライオンが登場）、その回の導入部（アバンタイトル）が流れてからオープニングクレジットタイトルに入る。曲中で3ヶ所（第14回以降は4ヶ所）にその回のハイライト・シーンが織り込まれる。ただし第11回「死の影」の様に本編未使用カットが挿入されたり、第13回「蝦夷島共和国」の様にハイライトではなくアバンタイトルから本編へのブリッジ的な映像が挿入される事も数回あった。

## 挿入歌
「OUR HISTORY AGAIN -時の彼方に-」
- 作詞：阿木燿子
- 作曲：宇崎竜童
- 歌・演奏：ダウン・タウン・ファイティング・ブギウギ・バンド

宇崎は音楽担当の依頼を受けた時に「大河ドラマは年寄りが見るもの」と抵抗感があった。しかし大河ドラマが幅広い世代で見られていることを知り、「ロック（特にエレキギターの音）に偏見を持っている人達に1年間ロックを聞かせることで親しみを持ってもらい、偏見を無くすチャンスだ」と考えて音楽担当を引き受けた。

## 放送
特記がない限り、ウェブサイト「NHKクロニクル」の「NHK番組表ヒストリー」で確認。

### 通常放送時間
- NHK総合テレビジョン：毎週日曜 20時 - 20時45分
- （再放送）NHK総合テレビジョン：毎週土曜 13時25分 - 14時10分[注釈 3]

### 放送日程
- 第1回は5分拡大で放送。

| 第1回                                                      | 1月 6日  | パリ万国博覧会     | 清水満   | 26.2% |
| 第2回                                                      | 1月13日  | 対決のパリ         | 重光亨彦 | 25.0% |
| 第3回                                                      | 1月20日  | セーヌのめぐり逢い | 中村克史 | 25.2% |
| 第4回                                                      | 1月27日  | 追跡               | 清水満   | 14.3% |
| 第5回                                                      | 2月 3日  | 遥かなる日本       | 重光亨彦 | 21.8% |
| 第6回                                                      | 2月10日  | 江戸城終焉         | 中村克史 | 20.5% |
| 第7回                                                      | 2月17日  | 暗い雲             | 清水満   | 20.7% |
| 第8回                                                      | 2月24日  | 会津へ急ぐ         | 重光亨彦 | 22.0% |
| 第9回                                                      | 3月 2日  | アームストロング砲 | 中村克史 | 22.9% |
| 第10回                                                     | 3月 9日  | 鶴ヶ城攻防         | 清水満   | 21.4% |
| 第11回                                                     | 3月16日  | 死の影             | 重光亨彦 | 23.1% |
| 第12回                                                     | 3月23日  | 会津落城           | 中村克史 | 22.8% |
| 第13回                                                     | 3月30日  | 蝦夷島共和国       | 清水満   | 20.0% |
| 第14回                                                     | 4月 6日  | 五稜郭決戦         | 重光亨彦 | 21.7% |
| 第15回                                                     | 4月13日  | 戦火のあと         | 中村克史 | 22.2% |
| 第16回                                                     | 4月20日  | 望郷               | 清水満   | 20.6% |
| 第17回                                                     | 4月27日  | 北海道脱出         | 重光亨彦 | 20.3% |
| 第18回                                                     | 5月 4日  | 光と影             | 中村克史 | 18.1% |
| 第19回                                                     | 5月11日  | 下北半島斗南藩     | 清水満   | 16.9% |
| 第20回                                                     | 5月18日  | 津軽流浪           | 重光亨彦 | 18.0% |
| 第21回                                                     | 5月25日  | 栄光なき志士       | 中村克史 | 19.3% |
| 第22回                                                     | 6月 1日  | 雲井龍雄襲撃       | 清水満   | 14.3% |
| 第23回                                                     | 6月 8日  | 愛ありて           | 重光亨彦 | 21.6% |
| 第24回                                                     | 6月15日  | 斗南に死す         | 中村克史 | 19.1% |
| 第25回                                                     | 6月22日  | 新しき旅立ち       | 清水満   | 20.5% |
| 第26回                                                     | 6月29日  | 敗れし者の道       | 重光亨彦 | 22.0% |
| 第27回                                                     | 7月 6日  | 汚職               | 中村克史 | 19.3% |
| 第28回                                                     | 7月13日  | 太陽暦の新年       | 清水満   | 17.6% |
| 第29回                                                     | 7月20日  | 春浅くして         | 外園悠治 | 21.1% |
| 第30回                                                     | 7月27日  | 徴兵令発布         | 清水満   | 17.0% |
| 第31回                                                     | 8月 3日  | 大久保と西郷       | 松橋隆   | 22.0% |
| 第32回                                                     | 8月10日  | 明治六年の政変     | 重光亨彦 | 17.5% |
| 第33回                                                     | 8月17日  | 人力車渡世         | 中村克史 | 18.6% |
| 第34回                                                     | 8月24日  | 千代の恋           | 清水満   | 20.8% |
| 第35回                                                     | 8月31日  | 西南戦争前夜       | 重光亨彦 | 20.4% |
| 第36回                                                     | 9月 7日  | 愛と動乱の日々     | 中村克史 | 21.9% |
| 第37回                                                     | 9月14日  | 死闘田原坂         | 上田信   | 20.0% |
| 第38回                                                     | 9月21日  | 大久保暗殺         | 重光亨彦 | 22.0% |
| 第39回                                                     | 9月28日  | 再会・北海道       | 中村克史 | 20.6% |
| 第40回                                                     | 10月 5日 | 樺戸集治監         | 清水満   | 18.5% |
| 第41回                                                     | 10月12日 | そして雪降る       | 重光亨彦 | 17.6% |
| 第42回                                                     | 10月19日 | 大脱走             | 中村克史 | 21.1% |
| 第43回                                                     | 10月26日 | 逃避行             | 清水満   | 23.8% |
| 第44回                                                     | 11月 2日 | 小樽事件           | 重光亨彦 | 21.9% |
| 第45回                                                     | 11月 9日 | 絆                 | 中村克史 | 22.7% |
| 第46回                                                     | 11月16日 | 秩父路を行く       | 松橋隆   | 24.0% |
| 第47回                                                     | 11月23日 | 別離               | 清水満   | 22.9% |
| 第48回                                                     | 11月30日 | 生まれ来るもの     | 金沢宏次 | 24.2% |
| 第49回                                                     | 12月 7日 | 燃え上がる炎       | 重光亨彦 | 22.8% |
| 第50回                                                     | 12月14日 | 自由自治元年       | 中村克史 | 24.2% |
| 最終回                                                     | 12月21日 | 獅子の叫び         | 清水満   | 26.7% |
| 平均視聴率 21.0%（視聴率は関東地区・ビデオリサーチ社調べ） |          |                    |          |       |

### 総集編
| 放送回 | 放送日   | 題                               | 放送時間    |
| ------ | -------- | -------------------------------- | ----------- |
| 第1回  | 12月22日 | 対決のパリ（第1回〜第5回）       | 22:15-23:35 |
| 第2回  | 12月23日 | 鶴ヶ城決戦（第6回〜第14回）      | 22:15-23:35 |
| 第3回  | 12月24日 | 敗れし者の道（第15回〜第24回）   | 22:15-23:35 |
| 第4回  | 12月25日 | 愛と動乱の日々（第25回〜第38回） | 22:15-23:35 |
| 第5回  | 12月26日 | 自由自治元年（第39回〜第51回）   | 22:15-23:35 |

## 関連商品
- 総集編：全5巻（VHS）、全3巻（DVD）
- 完全版： 全13巻、51回（DVD）